# Тюрьма Слайго
Тюрьма Слайго — бывшая тюрьма, расположенная в Слайго, графство Слайго, Ирландия, работавшая с 1823 по 1959 год.

## Строительство
Тюрьма занимает площадь в 8 акров (32,000 м²) и была спроектирована для размещения 200 заключённых в полигональном здании, с резиденцией Главного надзирателя, расположенной в центре тюрьмы. Строительство тюрьмы началось в 1818 году, и она была открыта в 1823 году. Стоимость строительства обошлась в £30,000.
В тюрьме было собственное больничное крыло, амбулатория, амбулатория, кухня, печь, магазин одежды и школа.

## Общая история
В тюрьму газ провели в 1879 году. Это позволило обеспечить отопление через трубы с горячей водой и принесло ему прозвище «Cranmore Hotel».
Мужчины-заключенные вынуждены были заниматься «тяжёлым трудом» . Этот труд включал в себя сбор пакли, дробление камней и рубку дров. Другие формы мужского труда включали изготовление обуви, пошив одежды, плотницкие работы, стекольное дело и покраску, в то время как сокамерницы-женщины занимались шитьём, вязанием и стиркой одежды.
В течение 20-го века тюрьма была самодостаточной и производила собственную пищу, излишки которой продавались за пределами тюрьмы на прилавках в Слайго.

## Известные события
Последнее публичное повешение в тюрьме Слайго произошло 19 августа 1861 года, когда 26-летний уроженец Баллимота Мэтью Фиббс, также известный как «Слэшер Баллимота», был повешен за убийство Уильяма и Фанни Каллаган и служанки Энн Муни в январе того же года. Последним человеком, которого повесили в тюрьме, был Доэрти из Каррик-он-Шеннон, графство Литрим, в 1903 году. Он был признан виновным в убийстве своего сына.
26 июня 1920 года группа из около 100 волонтёров ИРА предприняла набег на тюрьму Слайго с целью освобождения Фрэнка Карти, командира Южнослайгоской бригады ИРА и новоизбранного члена совета Шинн Фейн в горсовете Слайго.
Члены ИРА взломали главные ворота тюрьмы и внутренние двери. Затем они заставили ночного сторожа передать ключи от камер и освободили Карти, который был увезён в ожидавшей их машине.
На протяжении всего периода Второй мировой войны в тюрьме Слайго содержалось несколько немецких шпионов. В сентябре 1946 года из тюрьмы было освобождено десять немецких шпионов; однако восемь из них предпочли остаться в Ирландии.
В 1947 году Джек Дойл был заключен в тюрьму Слайго за выдачу чека, который позже был возвращен. Он отбыл четыре месяца каторжных работ.

## Закрытие
В течение 50-х годов 20-го века количество заключенных, содержавшихся в тюрьме, было невелико и упало до менее чем 15 человек. Тюрьма впоследствии закрылась 5 июня 1956 года после того, как 25 апреля 1956 года тогдашний министр юстиции, равенства и правовой реформы Джеймс Эверетт издал приказ о закрытии тюрьмы Слайго 1956 года, и заключенные были переведены в тюрьму Маунтджой.
Закрытие тюрьмы было приветствовано членами совета корпорации Слайго, так как они считали её символом рабства и завоевания Ирландии.
В 1957 году Министерство юстиции Ирландии передало владение тюрьмой Совету графства Слайго. Однако министерство сохранило контроль над тремя домами Один из них был сохранен как Брайдвелл, в которой заключенного можно было удерживать под стражей на ночь во время следствия. Последний раз этот Брайдвелл использовался примерно в 1959 году для заключенного-подростка, находящегося под стражей по обвинению в убийстве. В закон были внесены изменения, позволяющие комиссару по вопросам мира помещать заключенного под стражу в Маунтджой, таким образом, необходимость содержания под стражей на ночь была устранена. В 1961 году планировалось превратить помещения бывших тюремных офицеров в помещения для женатых сотрудников Гарды . Однако этого так и не произошло, и теперь тюрьма используется как складское помещение для Совета графства Слайго, а часть территории переоборудована под офисы совета и штаб-квартиру пожарной службы Слайго.

## Известные заключенные
- Фрэнк Карти
- Майкл Коллинз
- Майкл Девитт
- Джек Дойл

## Список начальников тюрьмы Слайго
| Имя                | Годы          |
| ------------------ | ------------- |
| Мр. Дж. Битти      | 1830-1857 гг. |
| Мр. Уолш           | 1861-1886 гг. |
| Капитан Лойд       | 1886-1899 гг. |
| Мр. Макартур       | 1900-1901 гг. |
| Мр. Уильям Дж. Рид | 1906-1924 гг. |
| Мр. Хипвелл        | 1924-1943 гг. |
| Мр. Т. Махер       | 1943-1947 гг. |
| Мр. Дж. Келли      | 1947-1950 гг. |
| Мр. Муди           | 1950 год      |
| Мр. Келли          | 1950-1954 гг. |
| Мр. Муди           | 1954-1956 гг. |

## Рекомендации
1. 1 2 3 4 5 6 7  Sligo Gaol (or Jail) (амер. англ.). Sligo Town Ireland. Дата обращения: 27 августа 2023. Архивировано 30 мая 2023 года.
2. 1 2 3 4 5 6  Paul Gunning. Down Gallows Hill: An illustrated history of Sligo from 1245 to 1995 (англ.). — Sligo Heritage Group, 1995. — P. 126–129.
3. ↑  General Provisions Board (Transfer of Functions) Order, 1928 (англ.). Legislationonline (13 ноября 2007).
4. ↑  Sinn Feiners kidnap British General (PDF). The New York Times (англ.). 28 июня 1920. Архивировано (PDF) 29 октября 2021. Дата обращения: 27 августа 2023.
5. ↑  June 1920 (англ.). DCU. Архивировано из оригинала 5 сентября 2007 года.
6. ↑  The World at War - IRELAND 1937 - 1949 (англ.). www.schudak.de. Дата обращения: 27 августа 2023. Архивировано 14 декабря 2007 года.
7. ↑  Crime and Punishment (англ.). Sligo Arts. Дата обращения: 27 августа 2023. Архивировано 27 августа 2023 года.
8. ↑  Prisons Bill, 1956—Second and Subsequent Stages. Dáil Éireann. Архивировано из оригинала 7 июня 2011 года.
9. ↑  Sligo Prison Closing order. Office of the Attorney General (1956). Дата обращения: 27 августа 2023. Архивировано 13 ноября 2013 года.
10. ↑  Officers' Quarters in Sligo Prison (англ.). Dáil Éireann. Архивировано из оригинала 7 июня 2011 года.